# Argyroeides suapurensis
Argyroeides suapurensis är en fjärilsart som beskrevs av Klages 1906. Argyroeides suapurensis ingår i släktet Argyroeides och familjen björnspinnare. Inga underarter finns listade i Catalogue of Life.